# Ione (planta)
 Ione  es un  género de unas 17 especies monopodiales epífitas  de medianas a pequeñas de orquídeas de la tribu Dendrobieae de la familia de las (Orchidaceae). Se encuentran en la zona del Sureste asiático Tailandia. Este género está muy próximo a Bulbophyllum.

## Etimología
El nombre Ione (Io.), nombrada de este modo por "Ion", hijo del dios sol Apolo, o por "Ione" una ninfa del mar perteneciente a la mitología griega.

 Sinónimos: 
- Phyllorchis Thou.
- Sunipia

## Hábitat
Estas orquídeas epífitas que se encuentran en el Sureste de Asia Tailandia. En bosques de desarrollo secundario, con calor y gran humedad ambiental.

## Descripción
El género Ione está formado por unas 17 especies de orquídeas que están muy próximas al género Bulbophyllum.

## Especies deIone
La especie tipo es: Ione bicolor (Lindl.) Lindl. (1833) 
- Ione andersonii
- Ione bicolor (Lindl.) Lindl. (1833)
- Ione grandiflora
- Ione khasiana
- Ione pallida
- Ione racemosa
- Ione sasakii